# Christian Nadé
Pour les articles homonymes, voir Nadé.
Christian Nadé, né le 18 septembre 1984 à Montmorency (France), est un footballeur franco-ivoirien. Il évolue au poste d'attaquant.

## Biographie
Christian Nadé joue en France, en Angleterre, en Écosse, à Chypre, et en Thaïlande.
En France, il joue avec les clubs de Troyes et du Havre. Il dispute 22 matchs en Ligue 1, inscrivant un but, et 43 matchs en Ligue 2, marquant sept buts.
Il joue en Premier League anglaise avec l'équipe de Sheffield United. Il dispute avec ce club 25 matchs en championnat, pour trois buts inscrits.
Il joue deux matchs en Ligue Europa avec l'équipe écossaise de Heart of Midlothian. Il s'agit de ses deux seuls matchs en Coupe d'Europe.

## Palmarès
- Champion d'Écosse de D2 en 2014 avec Dundee